# Ryan Atkins
Ryan Atkins, född 7 oktober 1985 i Leeds, är en engelsk rugbyspelare som spelar för Warrington Wolves i Super League. Han har även spelat i engelska landslaget i rugby. Han har även spelat för Bradford Bulls.